# Olor a gas (canción)
Olor a gas es un tema del grupo chileno Los Tres, y forma parte de su disco de 1997 Fome, es su segundo sencillo y cuenta con un videoclip. Es un tema frecuente entre los recitales de la banda, además de su versión de estudio, hay registros en vivo en sus álbumes Arena y Freno de mano.

## Antecedentes
Escrita por Álvaro Henriquez, Roberto Lindl y Ángel Parra. Es uno de los temas más conocidos de Los Tres tanto en su país como en el extranjero. El tema tiene una libre interpretación lírica, ya que habla de la vida y la muerte, la desesperanza frente a la vida y el suicidio. La opción de seguir o no con la vida, etc. Es uno de los primeros temas de Los Tres en tener una lap steel en su instrumentación.

## Legado
Extraído como segundo sencillo de su álbum Fome, es uno de los temas más nostálgicos de Los Tres. En el año 2002, el grupo mexicano Café Tacvba, hizo una versión de "Olor a gas", la cual, formó parte de su EP Vale Callampa. Desde ese momento es uno de los temas más conocidos de la banda en el extranjero.

## Video musical
Dirigido por Germán Bobe, conocido cineasta involucrado en anteriores videos de Los Tres. Probablemente “Olor a Gas” sea el video más lóbrego y oscuro dentro de la videografía de Los Tres. Y no es solo por el hecho de que cuente con la participación de la legendaria actriz Marés González (quien siempre interpretó a villanas en televisión, fallecida en 2008). Lo sombrío es la historia de fondo, aquella que va más allá de los baños turcos y duchas públicas; aquella que inferimos mientras Mariana Loyola vuelve su rostro a la cámara. “Olor a gas” fue uno de los tantos singles del disco “Fome” (1997) y contó con una alta rotación en el canal de cable MTV. Un video contundente, bien filmado, de impecable factura y que aguanta muchos visionados.